# Djikhasjkari
Djikhasjkari (georgisk ჯიხაშკარი jixashk'ari) er en landsby i Mingrelien i Georgien.
Djikhasjkari ligger 150 m over havets overflade og havde i 2014 1327 indbyggere.
Den første georgiske præsident, Zviad Gamsakhurdia, blev først begravet i Djikhasjkari, men hans lig blev senere flyttet til Grosnij og derefter til Tbilisi.